# A. J. Dillon
Algiers Jameal William Dillon Jr. (* 2. Mai 1998 in Baltimore, Maryland) ist ein US-amerikanischer American-Football-Spieler auf der Position des Runningbacks. Aktuell spielt er für die Philadelphia Eagles in der National Football League (NFL). Zuvor stand Dillon fünf Jahre lang bei den Green Bay Packers unter Vertrag.

## Frühe Jahre
Dillon wuchs in Maryland auf. Er stammt aus einer sportlichen Familie, so ist sein Großvater der Footballspieler Tom Gatewood, der als Wide Receiver für die University of Notre Dame und die New York Giants in der NFL spielte. 2015 wurde sein Großvater in die College Football Hall of Fame aufgenommen. Er begann seine Highschoolfootballkarriere an der New London High School in New London, Connecticut, für die er in den ersten zwei Highschooljahren aktiv war, ehe er dank eines Stipendiums auf die Lawrence Academy in Groton, Massachusetts, wechselte. In seinem dritten Highschooljahr, dem ersten an der Lawrence Academy, konnte er als Runningback mit dem Ball für 1887 Yards und 26 Touchdowns laufen. In den ersten vier Spielen seines letzten Highschooljahres erreichte er 600 Yards und 12 Touchdowns, ehe er sich verletzte und für die restliche Saison ausfiel. Nichtsdestotrotz galt er als einer der besten Spieler auf seiner Position seines Jahrgangs.
Nach seinem Highschoolabschluss erhielt er Stipendienangebote mehrerer Universitäten. Zunächst verkündete er, Collegefootball an der University of Michigan zu spielen, später revidierte er jedoch seine Entscheidung und nahm ein Angebot des Boston Colleges an. Dort wurde Dillon auf Anhieb zum Stammspieler und konnte in seinem ersten Jahr mit 1589 gelaufenen Yards direkt den Rekord für die meisten gelaufenen Yards eines Freshman einstellen. Für seine Leistungen in dem Jahr wurde er zum ACC Rookie of the Year und zum ACC Offensive Rookie of the Year gewählt. Auch in den folgenden beiden Jahren blieb er Stammspieler. Insgesamt kam Dillon in 35 Spielen zum Einsatz und konnte dabei mit dem Ball für 4382 Yards und 38 Touchdowns laufen. Daneben fing er den Ball noch für 236 Yards und 2 Touchdowns. Obwohl er nur drei Saisons für seine Universität spielte, steht er auf der Rangliste der Spieler mit den meisten gelaufenen Yards der ACC auf Rang 4 und hält sogar den Rekord innerhalb des Boston Colleges. Insgesamt wurde er außerdem in allen drei Jahren ins First-Team All-ACC berufen.

## NFL
Beim NFL Draft 2020 wurde Dillon in der 2. Runde an 62. Stelle von den Green Bay Packers ausgewählt. Sein NFL-Debüt gab er bereits am 1. Spieltag der Saison 2020 beim 43:34-Sieg gegen die Minnesota Vikings, bei dem er mit dem Ball für 14 Yards laufen konnte. Insgesamt war er in der ersten Saisonhälfte jedoch nur Backup. Anfang November 2020 erkrankte Dillon an COVID-19 und wurde auf die Reserve/COVID-19-Liste gesetzt. Er verpasste die nächsten 5 Spiele, ehe er am 14. Spieltag beim 31:24-Sieg gegen die Detroit Lions sein Comeback gab. Am 16. Spieltag beim 40:14-Sieg gegen die Tennessee Titans hatte er das beste Spiel seiner ersten Saison, in dem er mit dem Ball für 124 Yards und seine ersten beiden 2 Touchdowns in der Liga laufen konnte. Insgesamt kam er in der Regular Season seiner Rookie-Saison in 11 Spielen zum Einsatz und konnte dabei mit dem Ball für 242 Yards und 2 Touchdowns laufen. Da die Packers in dieser Saison 13 Spiele gewannen und nur 3 verloren und somit die NFC North gewannen, konnten sie sich für die Playoffs qualifizieren. Dort gab Dillon beim 32:18-Sieg gegen die Los Angeles Rams in der 2. Runde sein Debüt, bei dem er mit dem Ball für 27 Yards laufen konnte. Auch beim darauf folgenden NFC Championship Game gegen die Tampa Bay Buccaneers kam er zum Einsatz, das Spiel wurde jedoch mit 26:31 verloren und die Packers verpassten somit den Super Bowl.
Zur Saison 2021 wurde Dillon zweiter Runningback hinter Aaron Jones. Nachdem er in den ersten Saisonspielen keine herausragenden Leistungen erbrachte konnte er am 4. Spieltag beim 27:17-Sieg gegen die Pittsburgh Steelers mit dem Ball für 81 Yards laufen, was sein Saisonbestwert wurde. Beim 25:22-Sieg gegen die Cincinnati Bengals am folgenden Spieltag konnte er insgesamt 4 Pässe für 49 Yards fangen, und dazu fing er auch seinen ersten Touchdownpass nach einem Wurf von Quarterback Aaron Rodgers. Nachdem Dillon beim 17:0-Sieg gegen die Seattle Seahawks mit dem Ball zwei Touchdowns und 66 Yards erlaufen hatte sowie den Ball für 62 Yards, bis dato sein Karrierebestwert, von Rodgers gefangen hatte, stand er am 11. Spieltag bei der 31:34-Niederlage gegen die Minnesota Vikings erstmals in der Startformation der Packers. Bei diesem Spiel konnte er mit dem Ball bei 11 Versuchen 53 Yards erlaufen. Am 17. Spieltag konnte er beim 37:10-Sieg gegen die Minnesota Vikings mit dem Ball erneut zwei Touchdowns erlaufen und stand am letzten Spieltag, bei einer 30:37-Niederlage gegen die Detroit Lions, erneut in der Startformation. Da die Packers in dieser Saison insgesamt 13 Spiele gewannen und nur vier verloren, konnten sie erneut die NFC North gewinnen und sich für die Playoffs qualifizieren. Dort trafen sie in der Divisional Runde auf die San Francisco 49ers. Bei dem Spiel konnte Dillon zwar seinen ersten Touchdown in der Postseason erlaufen, die 10:13-Niederlage und somit auch das Ausscheiden der Packers jedoch nicht verhindern, auch da er sich während des Spiels verletzt hatte.
Auch in der Saison 2022 blieb Dillon der zweite Runningback hinter Jones. Direkt am ersten Spieltag der Saison konnte er einen Touchdown bei der 7:23-Niederlage gegen die Minnesota Vikings erlaufen. In den folgenden Spielen konnte Dillon allerdings nicht über die Rolle als Backup hinaus kommen und auch keinen Touchdown erzielen. Erst in der zweiten Saisonhälfte konnte er sich steigern, so erzielte er insgesamt sechs Touchdowns in den letzten sechs Saisonspielen, darunter zwei bei 24:12-Sieg gegen die Los Angeles Rams am 15. Spieltag. Einen Spieltag zuvor war er bereits mit dem Ball für 93 Yards gelaufen, sein Saisonbestwert. Er beendete die Saison mit insgesamt sieben Rushing Touchdowns, den meisten aller Spieler der Packers in dieser Saison. Außerdem verpassten die Packers in der Saison 2022 erstmals mit Dillon die Playoffs. Zur folgenden Saison 2023 verloren die Packers ihren langjährigen Quarterback Aaron Rodgers, der zu den New York Jets wechselte. Für ihn übernahm Jordan Love. Auch für Dillon war die Saison 2023 schwieriger als die vorherigen: Er kam zwar regelmäßig zum Einsatz, konnte jedoch nicht an seine guten Leistungen der Vorjahre anknüpfen. So erzielte er insgesamt nur zwei Touchdowns. Außerdem wurde er am Ende der Regular Season von Verletzungen ausgebremst und kam daher weniger zum Einsatz. Allerdings konnte er sich mit seinem Team nach 9 Siegen bei nur 8 Niederlagen erneut für die Playoffs qualifizieren. Allerdings verpasste Dillon sowohl den 48:32-Sieg gegen die Dallas Cowboys in der Wildcard-Runde als auch die 21:24-Niederlage gegen die San Francisco 49ers in der Divisional-Runde verletzungsbedingt.
Die Saison 2024 verpasste Dillon verletzungsbedingt vollständig. Im März 2025 unterschrieb er einen Einjahresvertrag bei den Philadelphia Eagles.

## Karrierestatistiken
| Legende | Legende            |
| ------- | ------------------ |
| Fett    | Karrierehöchstwert |

### Regular Season
| Saison                             | Team             | Spiele | Spiele      | Gelaufen                        | Gelaufen                        | Gelaufen                        | Gelaufen                        | Gelaufen                        | Gefangen                        | Gefangen                        | Gefangen                        | Gefangen                        | Gefangen                        | Fumbles                         | Fumbles                         | TD gesamt                       |
| Saison                             | Team             | Spiele | als Starter | Versuche                        | Yards                           | Avg                             | Lang                            | TD                              | Passfänge                       | Yards                           | Avg                             | Lang                            | TD                              | Gesamt                          | Verloren                        | TD gesamt                       |
| ---------------------------------- | ---------------- | ------ | ----------- | ------------------------------- | ------------------------------- | ------------------------------- | ------------------------------- | ------------------------------- | ------------------------------- | ------------------------------- | ------------------------------- | ------------------------------- | ------------------------------- | ------------------------------- | ------------------------------- | ------------------------------- |
| 2020                               | Packers          | 11     | 0           | 46                              | 242                             | 5,3                             | 30                              | 2                               | 2                               | 21                              | 10,5                            | 16                              | 0                               | 0                               | 0                               | 2                               |
| 2021                               | Packers          | 17     | 2           | 187                             | 803                             | 4,3                             | 36                              | 5                               | 34                              | 313                             | 9,2                             | 50                              | 2                               | 2                               | 1                               | 7                               |
| 2022                               | Packers          | 17     | 3           | 186                             | 770                             | 4,1                             | 27                              | 7                               | 28                              | 206                             | 7,4                             | 17                              | 0                               | 1                               | 0                               | 7                               |
| 2023                               | Packers          | 15     | 6           | 178                             | 613                             | 3,4                             | 40                              | 2                               | 22                              | 223                             | 10,1                            | 35                              | 0                               | 0                               | 0                               | 2                               |
| 2024                               | Packers          | 0      | 0           | Verletzungsbedingt ohne Einsatz | Verletzungsbedingt ohne Einsatz | Verletzungsbedingt ohne Einsatz | Verletzungsbedingt ohne Einsatz | Verletzungsbedingt ohne Einsatz | Verletzungsbedingt ohne Einsatz | Verletzungsbedingt ohne Einsatz | Verletzungsbedingt ohne Einsatz | Verletzungsbedingt ohne Einsatz | Verletzungsbedingt ohne Einsatz | Verletzungsbedingt ohne Einsatz | Verletzungsbedingt ohne Einsatz | Verletzungsbedingt ohne Einsatz |
| Gesamte Karriere                   | Gesamte Karriere | 60     | 11          | 597                             | 2.428                           | 4,1                             | 40                              | 16                              | 86                              | 763                             | 8,9                             | 50                              | 2                               | 3                               | 1                               | 18                              |
| Quelle: pro-football-reference.com |                  |        |             |                                 |                                 |                                 |                                 |                                 |                                 |                                 |                                 |                                 |                                 |                                 |                                 |                                 |

### Playoffs
| Saison                             | Team             | Spiele | Spiele      | Gelaufen                        | Gelaufen                        | Gelaufen                        | Gelaufen                        | Gelaufen                        | Gefangen                        | Gefangen                        | Gefangen                        | Gefangen                        | Gefangen                        | Fumbles                         | Fumbles                         | TD gesamt                       |
| Saison                             | Team             | Spiele | als Starter | Versuche                        | Yards                           | Avg                             | Lang                            | TD                              | Passfänge                       | Yards                           | Avg                             | Lang                            | TD                              | Gesamt                          | Verloren                        | TD gesamt                       |
| ---------------------------------- | ---------------- | ------ | ----------- | ------------------------------- | ------------------------------- | ------------------------------- | ------------------------------- | ------------------------------- | ------------------------------- | ------------------------------- | ------------------------------- | ------------------------------- | ------------------------------- | ------------------------------- | ------------------------------- | ------------------------------- |
| 2020                               | Packers          | 2      | 0           | 9                               | 44                              | 4,9                             | 9                               | 0                               | 1                               | 13                              | 13,0                            | 13                              | 0                               | 1                               | 0                               | 0                               |
| 2021                               | Packers          | 1      | 0           | 7                               | 25                              | 3,6                             | 6                               | 1                               | 0                               | 0                               | 0,0                             | 0                               | 0                               | 0                               | 0                               | 1                               |
| 2023                               | Packers          | 0      | 0           | Verletzungsbedingt ohne Einsatz | Verletzungsbedingt ohne Einsatz | Verletzungsbedingt ohne Einsatz | Verletzungsbedingt ohne Einsatz | Verletzungsbedingt ohne Einsatz | Verletzungsbedingt ohne Einsatz | Verletzungsbedingt ohne Einsatz | Verletzungsbedingt ohne Einsatz | Verletzungsbedingt ohne Einsatz | Verletzungsbedingt ohne Einsatz | Verletzungsbedingt ohne Einsatz | Verletzungsbedingt ohne Einsatz | Verletzungsbedingt ohne Einsatz |
| Gesamte Karriere                   | Gesamte Karriere | 3      | 0           | 16                              | 69                              | 4,3                             | 9                               | 1                               | 1                               | 13                              | 13,0                            | 13                              | 0                               | 1                               | 0                               | 1                               |
| Quelle: pro-football-reference.com |                  |        |             |                                 |                                 |                                 |                                 |                                 |                                 |                                 |                                 |                                 |                                 |                                 |                                 |                                 |